# 러브 이즈 매직
《러브 이즈 매직》(영어: Simply Irresistible)은 미국에서 제작된 마크 탈로브 감독의 1999년 로맨틱 코미디 영화이다. 세라 미셸 겔러, 숀 패트릭 플래너리 등이 출연하였고, 존 에이미얼 등이 제작에 참여하였다.

## 출연
- 세라 미셸 겔러
- 숀 패트릭 플래너리
- 퍼트리샤 클라크슨
- 딜런 베이커
- 크리스토퍼 듀랭
- 로런스 길리어드 주니어
- 베티 버클리
- 어맨다 피트
- 게이브리얼 막트

## 기타 제작진
- 공동 제작: 브라이언 마스
- 배역: 케리 바든, 빌리 홉킨스, 수잰 크롤리
- 미술: 윌리엄 바클리, 존 커사다
- 의상: 캐서린 제인 브라이언트

## 사운드트랙
사운드트랙은 다음과 같다.
1. "Little King" – 더 홀로보디스
2. "Busted" – 제니퍼 페이지
3. "Falling" – 도나 루이스
4. "Got the Girl (Boy from Ipanama)" – 라이스
5. "The Angel of the Forever Sleep" – 마시 플레이그라운드
6. "Take Your Time" – 로리 카슨
7. "Beautiful Girls" – 크리스 로이드
8. "Once in a Blue Moon" – 시드니 포리스트
9. "Parkway" – 더 행 업스
10. "Our Love Is Going to Live Forever" – 스페인
11. "Bewitched, Bothered and Bewildered" – 캐털리나
12. "That Old Black Magic" (해럴드 알런) – 제시카